# Церква Успіння святої Анни (Білявинці)
Церква Успіння святої Анни в Білявинцях — парафія і храм греко-католицької громади Бучацького деканату Бучацької єпархії Української греко-католицької церкви в селі Білявинці Чортківського району Тернопільської области.

## Історія церкви
Перша згадка про парафію датується 1744 роком. Стара церква діяла з 1881 по 1946 рік.
У 1990—1991 роках громада села розділилася на греко-католиків і православних. Збудований греко-католиками у 1881 році храм залишився у власності православної громади.
Греко-католицька парафія повернулася в лоно УГКЦ у 1992 році. Спочатку священник Євген Шмадило проводив богослужіння на сільському цвинтарі, потім біля дзвіниці православної церкви, а згодом — біля каплиці, зведеної на честь скасування панщини в 1848 році.
Свій сучасний храм греко-католицька громада збудувала у 2003 році. Його архітектором була Наталія Дацюк, а розписи виконали Валерій та Володимир Харченки. 27 серпня 2006 року владика Бучацької єпархії Іриней Білик освятив храм на честь Успіння святої Анни.
При парафії діє братство «Апостольство молитви», засноване у 2009 році.
У селі є капличка, кілька хрестів парафіяльного значення, а також Хресна дорога, збудована до 2000-ліття Різдва Христового. Її освятив владика Іриней Білик.

## Парохи
- о. Іван Зафійовський (1881-1887),
- о. Йосиф Чубатій (1887-1897),
- о. Михайло Баричко (1897-1901),
- о. Лазар Боднарук (1901-1922),
- о. Володимир Гук (1923-1929),
- о. Владислав Гнатів (1929-1933),
- о. Микола Стецик (1934),
- о. Михайло Ганкевич (1934-1946).
- о. Євген Шмадило (з 19 січня 1993).